# High Rock
High Rock est une ville des Bahamas.